# أتيلا (فلم 1954)
أتيلا (بالإنجليزية: Attila) هو فيلم سيرة ذاتية إنتاج مشترك فرنسي إيطالي صدر عام 1954، من إخراج بيترو فرانسيسي وإنتاج دينو دي لورنتييس. وبطولة أنتوني كوين، صوفيا لورين، إيرين باباس. وتدور أحداثه حول قصة حياة أتيلا الهوني.

## روابط خارجية
- مقالات تستعمل روابط فنية بلا صلة مع ويكي بيانات